# Thierry Leprévost
 (mai 2019).
Pour les articles homonymes, voir Leprévost.
Thierry Leprévost est un dessinateur et coloriste français de bande dessinée, né le 10 mars 1969 à Avallon (Yonne).

## Œuvres

### Coloriste
Garulfo (série terminée)

- 1 De mares en châteaux, Guy Delcourt Productions, Paris, 1995
Scénario : Alain Ayroles - Dessin : Bruno Maïorana - Couleurs : Thierry Leprévost -  (ISBN 2-84055-045-8)

- 2 De mal en pis, Guy Delcourt Productions, Paris, 1996
Scénario : Alain Ayroles - Dessin : Bruno Maïorana - Couleurs : Thierry Leprévost -  (ISBN 2-84055-087-3)

- 3 Le Prince aux deux visages, Guy Delcourt Productions, Paris, 1997
Scénario : Alain Ayroles - Dessin : Bruno Maïorana - Couleurs : Thierry Leprévost -  (ISBN 2-84055-139-X et 2-84789-512-4)

- 4 L'Ogre aux yeux de cristal, Guy Delcourt Productions, Paris, 1998
Scénario : Alain Ayroles - Dessin : Bruno Maïorana - Couleurs : Thierry Leprévost -  (ISBN 978-2-84055-237-6)

- 5 Preux et prouesses, Guy Delcourt Productions, Paris, 2000
Scénario : Alain Ayroles - Dessin : Bruno Maïorana - Couleurs : Thierry Leprévost -  (ISBN 2-84055-334-1)

- 6 La Belle et les Bêtes, Guy Delcourt Productions, Paris, 2002
Scénario : Alain Ayroles - Dessin : Bruno Maïorana - Couleurs : Thierry Leprévost -  (ISBN 978-2-84055-579-7)

Les Dragz (série terminée)

- Recueil 1 Alerte aux envahisseurs, Dupuis, Marcinelle
Scénario : Corcal - Dessin : O'Groj - Couleurs : Thierry Leprévost

- Recueil 2 La nuit des Morveglus, Dupuis, Marcinelle
Scénario : Corcal - Dessin : O'Groj - Couleurs : Thierry Leprévost

- Recueil 3 Apocalypse Dragz, Dupuis, Marcinelle
Scénario : Corcal - Dessin : O'Groj - Couleurs : Thierry Leprévost

Kérioth (série en 3 tomes terminée)

- 1 Mission Promothéus, Vents d'Ouest
Scénario : Pascal Bertho - Dessin : Marc-Antoine Boidin - Couleurs : Thierry Leprévost

- 2 Étoile noire, Vents d'Ouest
Scénario : Pascal Bertho - Dessin : Marc-Antoine Boidin - Couleurs : Thierry Leprévost

Madame la lune

- 1 Les semeurs d'étoiles[1], Guy Delcourt Productions, Paris
Scénario : Jean-Luc Loyer - Dessin : Nathalie Ferlut - Couleurs : Thierry Leprévost

Le Bel Inconnu - adapté librement du roman éponyme de Renaut de Beaujeu.

- 1 Il y avait alors à la cour d'Arthur…, Éditions Carabas, Paris
Scénario et dessin : Nathalie Ferlut - Couleurs : Thierry Leprévost

- 2 Ce que l'on trouve par delà le pont…, Éditions Carabas, Paris
Scénario et dessin : Nathalie Ferlut - Couleurs : Thierry Leprévost

Empire Céleste

- 1 Dragon et tigre, Guy Delcourt Productions, Paris
Scénario : Jean-Luc Masbou - Dessin : Minh-Than Duong - Couleurs : Thierry Leprévost

D (série terminée)

- 1 Lord Faureston, Guy Delcourt Productions, Paris, 2009
Scénario : Alain Ayroles - Dessin : Bruno Maïorana - Couleurs : Thierry Leprévost -  (ISBN 978-2-7560-0412-9)

- 2 Lady d'Angerès, Guy Delcourt Productions, Paris, 2011
Scénario : Alain Ayroles - Dessin : Bruno Maïorana - Couleurs : Thierry Leprévost -  (ISBN 978-2-7560-1960-4)

- 3 Monsieur Caulard, [Guy Delcourt Productions, Paris, 2014
Scénario : Alain Ayroles - Dessin : Bruno Maïorana - Couleurs : Thierry Leprévost -  (ISBN 978-2-7560-3414-0)

7
- Sept macchabées : sept morts-vivants à la conquête du Pôle[2], scénario Henri Meunier, dessin Étienne Le Roux, couleur Thierry Leprévost, Delcourt, 2017

### Dessinateur
Ether Glister (série terminée)

- 2 Le fantôme du Miño[3], Guy Delcourt Productions, Paris
Scénario : Nathalie Ferlut - Dessin et couleurs : Thierry Leprévost

 Monster Club  (série terminée)
- 1 Que le meilleur gagne et Dieu sauve la reine!, Guy Delcourt Productions, Paris, 2013
Scénario : Jean-Luc Masbou - Dessin : Thierry Leprévost -  (ISBN 978-2-7560-1750-1)